# Hubei
Hubei (湖北) er en central provins i Folkerepublikken Kina.  Dens forkortelse er 鄂 (pinyin: È), et gammel navn forbundet med den østlige del af provinsen siden Qin-dynastiet.  Navnet Hubei betyder "nord for søen", da provinsen ligger nord for Dongting-søen.  Hubei har grænser til Henan mod nord, Anhui mod øst, Jiangxi mod sydøst, Hunan mod syd, Chongqing mod vest og Shaanxi nordvest.  Den prominente Tre Slugters Dæmning ligger i Yichang i det vestlige Hubei.

## Administrative enheder
Hubei består af en subprovinsiel by , elleve byer på præfekturniveau og et autonomt præfektur. Dertil er der fire byamter og et skovområde, som er direkte underlagt provinsregeringen.
- Den subprovinsielle by Wuhan (武汉市);
- Bypræfekturet Huangshi (黄石市);
- Bypræfekturet Xiangfan (襄樊市);
- Bypræfekturet Shiyan (十堰市);
- Bypræfekturet Jingzhou (荆州市);
- Bypræfekturet Yichang (宜昌市);
- Bypræfekturet Jingmen (荆门市);
- Bypræfekturet Ezhou (鄂州市);
- Bypræfekturet Xiaogan (孝感市);
- Bypræfekturet Huanggang (黄冈市);
- Bypræfekturet Xianning (咸宁市);
- Bypræfekturet Suizhou (随州市);
- Det autonome præfektur Enshi for tujia og miao (恩施土家族苗族自治州).

Administrative enheder som er direkte under provinsregeringen:
- Byamtet Xiantao (仙桃市);
- Byamtet Qianjiang (潜江市);
- Byamtet Tianmen (天门市);
- Skovdistriktet Shennongjia (神农架林区).

## Myndigheder
Den regionale leder i Kinas kommunistiske parti er Ying Yong. Guvernør er Wang Xiaodong, pr. 2021.

## Ekstern henvisning
- Wikimedia Commons har flere filer relateret til Hubei

31°12′N 112°18′Ø / 31.2°N 112.3°Ø